# Konrad Warzycha
Konrad Warzycha (Zabrze, 14 febbraio 1989) è un ex calciatore polacco, di ruolo centrocampista.
È il figlio dell'allenatore dei Columbus Crew, Robert Warzycha.